# Varanus baritji
Varanus baritji — вид плазунів з родини варанових. Належить до підроду Odatria.

## Морфологічна характеристика
Розмір середній; довжина від морди до живота ≈ 25 см; темні лицеві смуги присутні.

## Середовище проживання
Цей вид проживає на півночі Північної території, від півночі національного парку Джадбарра/Грегорі в межах Дарвіна до узбережжя поблизу Нгукурра, Австралія.
Вид полюбляє кам'янисті пагорби, відслонення скель тощо. 

## Спосіб життя
Цей вид ховається в норах під камінням і термітниками. Розміри кладки коливаються від 5 до 9.

## Використання
Цей вид був зареєстрований у торгівлі домашніми тваринами.

## Загрози й охорона
Наразі для цього виду немає серйозних загроз. Цей вид зустрічається в кількох заповідних зонах, таких як Національний парк Какаду. Вид занесено до Додатку II CITES.